# ISO 12100
ISO12100とは、国際標準化機構によって策定された、機械類の安全性を確保するための国際標準規格である。「基本用語、方法論」「技術原則」の2つの規格から成る。
- ISO 12100-1:2003　機械の安全性－基本概念，設計の一般原則－第1部：基本用語，方法論(Safety of machinery -- Basic concepts, general principles for design -- Part 1: Basic terminology, methodology)

ISO12100-1は機械の設計者向けに安全な機械を設計するための基本用語を定義し、リスクアセスメントに基づく方法論を規定している。
- ISO 12100-2:2003　機械の安全性－基本概念，設計の一般原則－第2部：技術原則(Safety of machinery -- Basic concepts, general principles for design -- Part 2: Technical principles)

ISO12100-2は機械の設計者向けに、機械類の安全性を達成するための技術的原則を定義している。
- ISO 12100:2010

ISO12100:2010は、2010年10月20日に、これまでのISO12100-1:2003(JIS B9700-1:2004)、ISO12100-2:2003(JIS B9700-1:2004)、及びISO14121-1:2007(JIS B9702:2000)規格の技術的内容を変更すること無く統合して発表された。

## 関連出版物
- 対訳　ISO 12100-1/12100-2:2003 機械安全の国際規格 ISBN 978-4-542-30623-3